# Niles (Illinois)
Niles est un village situé dans la proche banlieue de Chicago au nord-est de l'État de l'Illinois dans le comté de Cook aux États-Unis. La commune partage ses frontières municipales avec la ville de Chicago au nord.  

## Cultes
Paroisse catholique Saint-Jean-de-Brébeuf (St. John Brébeuf)